# Eutegaeus pinnatus
Eutegaeus pinnatus är en kvalsterart som beskrevs av Hammer 1966. Eutegaeus pinnatus ingår i släktet Eutegaeus och familjen Eutegaeidae. Inga underarter finns listade i Catalogue of Life.